# Тани, Косю
Косю Тани (яп. 谷甲州 Тани Ко:сю:, род. 30 марта 1951) — японский писатель-фантаст и переводчик научной фантастики.

## Обучение
Родился в городе Итами в префектуре Хёго, Япония.
Окончил инженерный факультет Технологического института в городе Осака по специальности строительная инженерия. После окончания он в составе Компании сотрудничества заморских добровольцев (JOCV) помогал координировать строительные работы в Непале. Затем был координатором проекта Японского агентства международного сотрудничества (JICA) на Филиппинах.

## Творчество
Как писатель дебютировал историей «137-е место мобильной бригады» в 1979 году, находясь в Непале. Произведение было опубликовано в мартовском номере журнала «Kisō Tengai».
В следующем 1980 году вышел ещё один приключенческий роман «Зимовки на планете СВ-8» в жанре твёрдой фантастики. С этого момента он также начал издавать много фантастических историй о будущем.
В романе «Q-Cruiser Basilisk» Косю Тани рассказывает от имени командира о путешествии пяти членов экипажа на космическом корабле. Корабль рассказчика встречает гораздо больший корабль, оставшийся с войны, которая длилась двести лет назад. Автор представляет подробные описания боевых манёвров, выполненных «кораблем-призраком» в космосе. Наряду с отголосками приключенческих сказок, которые вспоминал в романе его главный герой, «Q-Cruiser Василиск» резонирует с сюжетами и темами послевоенной американской космической фантастики, а также классической экзистенциальной спекулятивной фантастики.

## Награды
Косю Тани известен главным образом благодаря твёрдой научной фантастике. Благодаря своим произведениям он трижды получал премию «Сэйун» (дважды за лучший роман, и один раз за лучший рассказ) и премию Нитты Дзиро.
В 1987 году произведение писателя «Марсианская железная дорога 19» (яп. 火星鉄道一九) стал победителем премии «Лучшая японское рассказы года».
В 1994 году премию выиграл роман «Бесконечный поиск врага» (яп. 終わりなき索敵).
Его история про будущее «Белолицый человек» (яп. 白き嶺の男) была награждена премией Нитты Дзиро.
Наконец в 2007 году «Лучший японский роман года» была присуждена второй части произведения (яп. 日本沈没·第二部), написанного в соавторстве с Сакё Комацу.
В 2014 году он награждён премией «Лучшее повествование Японии» (англ. «Japanese Short Story») за рассказ «Hoshi o Tsukuru Monotachi».

## Современность
Он является членом Организации писателей — авторов детективов Японии и Ассоциации авторов научной фантастики и фэнтези Японии, Всемирный Клуб Авторов, и ассоциированным членом Лаборатории Лаборатории жесткой научной фантастики.
Косю Тани в настоящее время живёт в городе Комацу в префектуре Исикава.

## Переводы на английский язык
- «Q-Cruiser Basilisk» («Speculative Japan 2», Kurodahan Press, 2011)[10]